# Kamiel Van Baelen
Kamiel Frans Jan Albert Van Baelen (Turnhout (België), 15 augustus 1915 - Dachau (Duitsland), 11 april 1945) was een Vlaams schrijver van romans. Hij stierf in de Tweede Wereldoorlog als verzetsstrijder in concentratiekamp Dachau. Van Baelen gold in eigen land als een veelbelovend schrijver, die een voorzichtig begin maakte aan een traditie van experimentele romanschrijvers in Vlaanderen. Van Baelen bouwde zijn werk op aan de hand van diverse verhaallijnen en sprookjes, maar ook door beursnoteringen en krantenberichten. Hiermee zette hij de nieuwe zakelijkheid uit de jaren 30 voort.
Zijn debuut als schrijver vond net voor de oorlog plaats, in 1937, met het jeugdboek Brammetje knapt het op. Het boek kwam uit onder zijn pseudoniem "Pro Pius". Tijdens de oorlog volgde zijn debuut als romanschrijver, met het boek De oude symphonie van ons hart, uit 1943. In Turnhout raakte Van Baelen tijdens de oorlogsjaren betrokken in een Turnhoutse verzetsgroep. Hij werd in 1944 door de Duitsers opgepakt en gedeporteerd naar een concentratiekamp. Zijn laatste roman, Gebroken melodie, werd nooit voltooid maar werd na de oorlog in 1946 wel uitgegeven.